# Закон України
Закон України — нормативно-правовий акт, який ухвалюється Верховною Радою України більшістю в 226 голосів (для законів, що стосуються внесення змін до Конституції, — 300 голосів) та підписується Президентом України.
Формально в Конституції України термін «закон» вживається і щодо документу, ухваленого Верховною Радою, але ще не підписаного Президентом, хоча він може ніколи надалі й не набрати чинності, зокрема внаслідок накладення Президентом вето.
Закони є актами вищої юридичної сили щодо інших нормативно-правових актів, а найвищу юридичну силу має особливий вид закону — Конституція України, якій повинні відповідати всі решта законів. Якщо не брати до уваги Конституцію, то в Україні відсутня градація законів за ієрархією, зокрема норми кодексу, пересічного закону або такого його різновиду як основи законодавства формально є рівноцінними. Суперечності між нормами (колізії) різних законів вирішуються на практиці на основі принципів співвідношення загальна/спеціальна норма (пріоритет має норма з вужчою сферою дії для конкретного випадку) та часової новизни (пріоритет має новіша норма).
Цей список містить основні чинні закони України, крім тих, які вносять зміни в чинні закони чи ратифікують міжнародні договори.

## Конституція
- Конституція України

## Кодекси
1. Бюджетний кодекс України
2. Виборчий кодекс України
3. Водний кодекс України
4. Господарський кодекс України
5. Господарський процесуальний кодекс України
6. Житловий кодекс України
7. Земельний кодекс України
8. Кодекс адміністративного судочинства України
9. Кодекс законів про працю України
10. Кодекс торговельного мореплавства України
11. Кодекс України з процедур банкрутства
12. Кодекс України про адміністративні правопорушення
13. Кодекс України про надра
14. Кодекс цивільного захисту України
15. Кримінальний кодекс України
16. Кримінальний процесуальний кодекс України
17. Кримінально-виконавчий кодекс України
18. Лісовий кодекс України
19. Митний кодекс України
20. Повітряний кодекс України
21. Податковий кодекс України
22. Сімейний кодекс України
23. Цивільний кодекс України
24. Цивільний процесуальний кодекс України

## Закони

### А
1. «Про автомобільний транспорт»
2. «Про автомобільні дороги»
3. «Про Автономну Республіку Крим»
4. «Про авторське право і суміжні права»
5. «Про аграрні розписки»
6. «Про адвокатуру та адвокатську діяльність»
7. «Про адміністративний нагляд за особами, звільненими з місць позбавлення волі»
8. «Про адміністративні послуги»
9. «Про адміністративну процедуру»
10. «Про аквакультуру»
11. «Про акредитацію органів з оцінки відповідності»
12. «Про акціонерні товариства»
13. «Про акціонерне товариство "Національна атомна енергогенеруюча компанія "Енергоатом"»
14. «Про альтернативні види палива»
15. «Про альтернативні джерела енергії»
16. «Про альтернативну (невійськову) службу»
17. «Про амністію»
18. «Про амністію у 2011 році»
19. «Про антидопінговий контроль у спорті»
20. «Про антидопінгову діяльність у спорті»
21. «Про Антимонопольний комітет України»
22. «Про архітектурну діяльність»
23. «Про асоціації органів місцевого самоврядування»
24. «Про аудиторську діяльність»

### Б
1. «Про банки і банківську діяльність»
2. «Про бджільництво»
3. «Про безоплатну правову допомогу»
4. «Про безпеку та якість донорської крові та компонентів крові»
5. «Про бібліотеки і бібліотечну справу»
6. «Про біженців та осіб, які потребують додаткового або тимчасового захисту»
7. «Про благодійну діяльність та благодійні організації»
8. «Про благоустрій населених пунктів»
9. «Про боротьбу з тероризмом»
10. «Про будівельні норми»
11. «Про бухгалтерський облік та фінансову звітність в Україні»
12. «Про Бюро економічної безпеки України»

### В
1. «Про валюту і валютні операції»
2. «Про введення мораторію на ліквідацію та реорганізацію закладів охорони здоров'я»
3. «Про введення мораторію на примусову реалізацію майна»
4. «Про внутрішній водний транспорт»
5. «Про Верховну Раду Автономної Республіки Крим»
6. «Про ветеринарну медицину»
7. «Про вибори депутатів Верховної Ради Автономної Республіки Крим, місцевих рад та сільських, селищних, міських голів»
8. «Про вибори народних депутатів України»
9. «Про вибори Президента України»
10. «Про вивезення, ввезення та повернення культурних цінностей»
11. «Про вивізне (експортне) мито на відходи та брухт чорних металів»
12. «Про вивізне (експортне) мито на живу худобу та шкіряну сировину»
13. «Про видавничу справу»
14. «Про видобування і переробку уранових руд»
15. «Про визначення порядку обчислення скликань Верховної Ради України»
16. «Про визначення розміру збитків, завданих підприємству,

установі, організації  розкраданням, знищенням  (псуванням), недостачею або втратою дорогоцінних металів,  дорогоцінного каміння та валютних цінностей»
1. «Про виключну (морську) економічну зону України»
2. ««Про виконавче провадження» (2016)»
3. «Про виконання базової угоди від 2 квітня 1996 року N 329 між виробничим об'єднанням "Південний машинобудівний завод" і компанією "Sea Launch"»
4. «Про виконання програм Глобального фонду для боротьби із СНІДом, туберкульозом та малярією в Україні»
5. «Про виконання рішень та застосування практики Європейського суду з прав людини»
6. «Про використання доменних імен у спеціальному публічному домені .gov.ua»
7. «Про використання земель оборони»
8. «Про використання ядерної енергії та радіаційну безпеку»
9. «Про вилучення з обігу, переробку, утилізацію, знищення або подальше використання неякісної та небезпечної продукції»
10. «Про виноград та виноградне вино»
11. «Про виробництво та обіг органічної сільськогосподарської продукції та сировини»
12. «Про вищу освіту»
13. «Про Вищу раду юстиції»
14. «Про віднесення деяких населених пунктів Волинської та Рівненської областей до зони гарантованого добровільного відселення»
15. «Про відновлення довіри до судової влади в Україні»
16. «Про відновлення платоспроможності боржника або визнання його банкрутом»
17. «Про відновлення прав осіб, депортованих за національною ознакою»
18. «Про відповідальність за несвоєчасне виконання грошових зобов'язань»
19. «Про відповідальність за правопорушення у сфері містобудівної діяльності»
20. «Про відповідальність за створення не передбачених законодавством військових або інших збройних формувань чи груп»
21. «Про відповідальність за шкоду, завдану внаслідок дефекту в продукції»
22. «Про відповідальність перевізників під час здійснення міжнародних пасажирських перевезень»
23. «Про відповідальність суб'єктів підприємницької діяльності за несвоєчасне внесення плати за спожиті комунальні послуги та утримання прибудинкових територій»
24. «Про відпустки»
25. «Про відходи»
26. «Про відчуження земельних ділянок, інших об'єктів нерухомого майна, що на них розміщені, які перебувають у приватній власності, для суспільних потреб чи з мотивів суспільної необхідності»
27. «Про військовий обов'язок і військову службу»
28. «Про військову службу правопорядку у Збройних Силах України»
29. «Про віртуальні активи»
30. «Про водовідведення та очищення стічних вод»
31. «Про волонтерську діяльність»
32. «Про впорядкування питань, пов'язаних із забезпеченням ядерної безпеки»
33. «Про врегулювання заборгованості за бюджетними позичками, наданими державним та іншим сільськогосподарським підприємствам усіх форм власності і господарювання через обслуговуючі, заготівельні і переробні підприємства, та реструктуризацію заборгованості зі сплати податків і зборів (обов'язкових платежів) переробних підприємств агропромислового комплексу»
34. «Про врегулювання заборгованості за вкладами фізичних осіб - вкладників Комерційного акціонерного банку "Слов'янський"»
35. «Про Всеукраїнський перепис населення»
36. «Про всеукраїнський референдум»
37. «Про встановлення винагороди за добровільно передану Збройним Силам України придатну для застосування бойову техніку держави-агресора»
38. «Про встановлення державної допомоги постраждалим учасникам масових акцій громадського протесту та членам їх сімей»
39. «Про встановлення додаткових правових та соціальних гарантій для громадян Республіки Польща, які перебувають на території України»
40. «Про встановлення прожиткового мінімуму та мінімальної заробітної плати»
41. «Про встановлення тарифної квоти на ввезення в Україну цукру-сирцю з тростини»
42. «Про вступ України до Міжнародного валютного фонду, Міжнародного банку реконструкції та розвитку, Міжнародної фінансової корпорації, Міжнародної асоціації розвитку та Багатостороннього агентства по гарантіях інвестицій»

### Г
1. «Про газ (метан) вугільних родовищ»
2. «Про гарантії держави щодо виконання судових рішень»
3. «Про гарантування речових прав на об'єкти нерухомого майна, які будуть споруджені в майбутньому»
4. «Про гастрольні заходи в Україні»
5. «Про Генеральну схему планування території України»
6. «Про географічні назви»
7. «Про географічні зазначення спиртних напоїв»
8. «Про гідрометеорологічну діяльність»
9. Гірничий закон України
10. «Про Голодомор 1932-1933 років в Україні»
11. «Про господарські товариства»
12. «Про господарську діяльність у Збройних Силах України»
13. «Про граничний розмір компенсації витрат на правову допомогу у цивільних та адміністративних справах»
14. «Про громадські об'єднання»
15. «Про громадянство України»
16. «Про гуманітарну допомогу»

### Д
1. «Про демократичний цивільний контроль над Воєнною організацією і правоохоронними органами держави»
2. «Про депозитарну систему України»
3. «Про державне оборонне замовлення»
4. «Про державне прогнозування та розроблення програм економічного і соціального розвитку України»
5. «Про державне регулювання видобутку, виробництва і використання дорогоцінних металів і дорогоцінного каміння та контроль за операціями з ними»
6. «Про державне регулювання виробництва і обігу спирту етилового, коньячного і плодового, алкогольних напоїв та тютюнових виробів»
7. «Про державне регулювання виробництва і реалізації цукру»
8. «Про державне регулювання генетично-інженерної діяльності та державний контроль за розміщенням на ринку генетично модифікованих організмів і продукції»
9. «Про державне регулювання діяльності у сфері трансферу технологій»
10. «Про державне регулювання діяльності щодо організації та проведення азартних ігор»
11. «Про державне регулювання імпорту сільськогосподарської продукції»
12. «Про державне регулювання ринку цінних паперів в Україні»
13. «Про державне регулювання у сфері комунальних послуг»
14. «Про Державний бюджет України на 2012 рік»
15. «Про Державний бюджет України на 2013 рік»
16. «Про Державний бюджет України на 2014 рік»
17. «Про Державний Гімн України»
18. «Про державний захист працівників суду і правоохоронних органів»
19. «Про державний земельний кадастр»
20. «Про державний контроль за використанням та охороною земель»
21. «Про державний контроль за міжнародними передачами товарів військового призначення та подвійного використання»
22. «Про державний кордон України»
23. «Про державний матеріальний резерв»
24. «Про Державний реєстр виборців»
25. «Про державний ринковий нагляд і контроль нехарчової продукції»
26. «Про державні гарантії відновлення заощаджень громадян України»
27. «Про державні гарантії соціального захисту військовослужбовців, які звільняються із служби у зв'язку з реформуванням Збройних Сил України, та членів їхніх сімей»
28. «Про державні лотереї в Україні»
29. «Про державні нагороди України»
30. «Про державні нагороди, якими відзначені трудові колективи, навчальні заклади, об'єднання громадян, військові частини і з'єднання»
31. «Про державні резерви»
32. «Про державні соціальні стандарти та державні соціальні гарантії»
33. «Про державні цільові програми»
34. «Про державно-приватне партнерство»
35. «Про державну виконавчу службу»
36. «Про державну геологічну службу України»
37. «Про державну допомогу сім'ям з дітьми»
38. «Про державну допомогу суб'єктам господарювання»
39. «Про державну експертизу землевпорядної документації»
40. «Про Державну кримінально-виконавчу службу України»
41. «Про державну охорону органів державної влади України та посадових осіб»
42. «Про державну підтримку засобів масової інформації та соціальний захист журналістів»
43. «Про державну підтримку інвестиційних проектів із значними інвестиціями в Україні»
44. «Про державну підтримку книговидавничої справи в Україні»
45. «Про державну підтримку космічної діяльності»
46. «Про державну підтримку підприємств, науково-дослідних інститутів і організацій, які розробляють та виготовляють боєприпаси, їх елементи та вироби спецхімії»
47. «Про державну підтримку розвитку індустрії програмної продукції»
48. «Про державну підтримку сільського господарства України»
49. «Про державну підтримку суднобудівної промисловості України»
50. «Про державну підтримку та особливості функціонування дитячих центрів "Артек" і "Молода гвардія"»
51. «Про Державну прикордонну службу України»
52. «Про Державну програму авіаційної безпеки цивільної авіації»
53. «Про Державну програму приватизації»
54. «Про державну реєстрацію актів цивільного стану»
55. «Про державну реєстрацію геномної інформації людини»
56. «Про державну реєстрацію речових прав на нерухоме майно та їх обтяжень»
57. «Про державну реєстрацію юридичних осіб та фізичних осіб-підприємців»
58. «Про державну систему біобезпеки при створенні, випробуванні, транспортуванні та використанні генетично модифікованих організмів»
59. «Про державну службу»
60. «Про Державну службу спеціального зв'язку та захисту інформації України»
61. «Про державну соціальну допомогу інвалідам з дитинства та дітям-інвалідам»
62. «Про державну соціальну допомогу малозабезпеченим сім'ям»
63. «Про державну соціальну допомогу особам, які не мають права на пенсію, та інвалідам»
64. «Про Державну спеціальну службу транспорту»
65. «Про державну статистику»
66. «Про державну таємницю»
67. «Про деякі питання валютного регулювання та оподаткування суб'єктів експериментальної економічної зони "Сиваш"»
68. «Про деякі питання ввезення на митну територію України та реєстрації транспортних засобів»
69. «Про деякі питання використання транспортних засобів, оснащених електричними двигунами, та внесення змін до деяких законів України щодо подолання паливної залежності і розвитку електрозарядної інфраструктури та електричних транспортних засобів»
70. «Про деякі питання заборгованості підприємств оборонно-промислового комплексу - учасників Державного концерну "Укроборонпром" та забезпечення їх стабільного розвитку»
71. «Про джерела фінансування дорожнього господарства України»
72. «Про джерела фінансування органів державної влади»
73. «Про дипломатичну службу»
74. «Про Дисциплінарний статут Збройних Сил України»
75. «Про Дисциплінарний статут органів внутрішніх справ України»
76. «Про Дисциплінарний статут служби цивільного захисту»
77. «Про дитяче харчування»
78. «Про дозвільну діяльність у сфері використання ядерної енергії»
79. «Про дозвільну систему у сфері господарської діяльності»
80. «Про донорство крові та її компонентів»
81. «Про дорожній рух»
82. «Про доступ до публічної інформації»
83. «Про доступ до судових рішень»
84. «Про дошкільну освіту»
85. «Про друковані засоби масової інформації (пресу) в Україні»

### Е
1. «Про екологічний аудит»
2. «Про екологічну експертизу»
3. «Про екологічну мережу України»
4. «Про екстрену медичну допомогу»
5. «Про електроенергетику»
6. «Про електронний цифровий підпис»
7. «Про електронні документи та електронний документообіг»
8. «Про електронні комунікації»
9. «Про енергозбереження»
10. «Про енергетичну ефективність»

### Є
1. «Про Єдиний державний демографічний реєстр та документи, що підтверджують громадянство України, посвідчують особу чи її спеціальний статус»
2. «Про єдиний збір, який справляється у пунктах пропуску через державний кордон України»

### Ж
1. «Про жертви нацистських переслідувань»
2. «Про житловий фонд соціального призначення»
3. «Про житлово-комунальні послуги»

### З
1. «Про забезпечення безпеки осіб, які беруть участь у кримінальному судочинстві»
2. «Про забезпечення вимог кредиторів та реєстрацію обтяжень»
3. «Про забезпечення комерційного обліку природного газу»
4. «Про забезпечення організаційно-правових умов соціального захисту дітей-сиріт та дітей, позбавлених батьківського піклування»
5. «Про забезпечення прав і свобод внутрішньо переміщених осіб»
6. «Про забезпечення прав і свобод громадян та правовий режим на тимчасово окупованій території України»
7. «Про забезпечення права на справедливий суд»
8. «Про забезпечення реалізації житлових прав мешканців гуртожитків»
9. «Про забезпечення реалізації інвестиційних проектів в Туркменистані»
10. «Про забезпечення рівних прав та можливостей жінок і чоловіків»
11. «Про забезпечення санітарного та епідемічного благополуччя населення»
12. «Про забезпечення функціонування української мови як державної»
13. «Про забезпечення участі цивільних осіб у захисті України»
14. «Про забезпечення хімічної безпеки та управління хімічною продукцією»
15. «Про заборону ввезення і реалізації на території України етилованого бензину та свинцевих добавок до бензину»
16. «Про заборону приватизації, відчуження, передачі в заставу та внесення до статутних капіталів господарських товариств усіх форм власності пакета акцій, що належить державі у статутному капіталі Закритого акціонерного товариства "Одеська кіностудія"»
17. «Про заборону пропаганди російського нацистського тоталітарного режиму, збройної агресії Російської Федерації як держави-терориста проти України, символіки воєнного вторгнення російського нацистського тоталітарного режиму в Україну»
18. «Про заборону репродуктивного клонування людини»
19. «Про загальні засади подальшої експлуатації і зняття з експлуатації Чорнобильської АЕС та перетворення зруйнованого четвертого енергоблока цієї АЕС на екологічно безпечну систему»
20. «Про загальні засади створення і функціонування спеціальних (вільних) економічних зон»
21. «Про Загальнодержавну комплексну програму розвитку високих наукоємних технологій»
22. «Про Загальнодержавну програму адаптації законодавства України до законодавства Європейського Союзу»
23. «Про Загальнодержавну програму зняття з експлуатації Чорнобильської АЕС та перетворення об'єкта "Укриття" на екологічно безпечну систему»
24. «Про Загальнодержавну програму "Національний план дій щодо реалізації Конвенції ООН про права дитини" на період до 2016 року»
25. «Про Загальнодержавну програму підтримки молоді на 2004-2008 роки»
26. «Про Загальнодержавну програму поводження з токсичними відходами»
27. «Про Загальнодержавну програму подолання наслідків Чорнобильської катастрофи на 2006-2010 роки»
28. «Про Загальнодержавну програму реформування і розвитку житлово-комунального господарства на 2009-2014 роки»
29. «Про Загальнодержавну програму розвитку рибного господарства України на період до 2010 року»
30. «Про Загальнодержавну програму селекції у тваринництві на період до 2010 року»
31. «Про Загальнодержавну програму створення військово-транспортного літака Ан-70 та його закупівлі за державним оборонним замовленням»
32. «Про Загальнодержавну програму формування національної екологічної мережі України на 2000-2015 роки»
33. «Про Загальнодержавну цільову екологічну програму поводження з радіоактивними відходами»
34. «Про Загальнодержавну цільову економічну програму проведення моніторингу залишків ветеринарних препаратів та забруднюючих речовин у живих тваринах, продуктах тваринного походження і кормах, а також у харчових продуктах, підконтрольних ветеринарній службі, на 2010-2015 роки»
35. «Про Загальнодержавну цільову програму захисту населення і територій від надзвичайних ситуацій техногенного та природного характеру на 2013-2017 роки»
36. «Про Загальнодержавну цільову програму передачі гуртожитків у власність територіальних громад на 2012-2015 роки»
37. «Про Загальнодержавну цільову програму "Питна вода України" на 2011-2020 роки»
38. «Про загальнообов'язкове державне пенсійне страхування»
39. «Про загальнообов'язкове державне соціальне страхування від нещасного випадку на виробництві та професійного захворювання, які спричинили втрату працездатності»
40. «Про загальнообов'язкове державне соціальне страхування на випадок безробіття»
41. «Про загальнообов'язкове державне соціальне страхування у зв'язку з тимчасовою втратою працездатності та витратами, зумовленими похованням»
42. «Про загальну безпечність нехарчової продукції»
43. «Про загальну середню освіту»
44. «Про загальну структуру і чисельність Міністерства внутрішніх справ України»
45. «Про загальну структуру і чисельність Служби безпеки України»
46. «Про загальну структуру і чисельність Управління державної охорони України»
47. «Про зайнятість населення»
48. «Про закордонних українців»
49. «Про залізничний транспорт»
50. «Про запобігання впливу світової фінансової кризи на розвиток будівельної галузі та житлового будівництва»
51. «Про запобігання корупції»
52. «Про запобігання та протидію антисемітизму в Україні»
53. «Про запобігання та протидію легалізації (відмиванню) доходів, одержаних злочинним шляхом, або фінансуванню тероризму»
54. «Про запобігання та протидію легалізації (відмиванню) доходів, одержаних злочинним шляхом, фінансуванню тероризму та фінансуванню розповсюдження зброї масового знищення»
55. «Про запобігання фінансової катастрофи та створення передумов для економічного зростання в Україні»
56. «Про запобігання загрозам національній безпеці, пов'язаним із надмірним впливом осіб, які мають значну економічну та політичну вагу в суспільному житті (олігархів)»
57. «Про засади внутрішньої і зовнішньої політики»
58. «Про засади державної антикорупційної політики в Україні (Антикорупційна стратегія) на 2014-2017 роки»
59. «Про засади державної регіональної політики»
60. «Про засади державної регуляторної політики у сфері господарської діяльності»
61. «Про засади запобігання і протидії корупції»
62. «Про засади запобігання та протидії дискримінації в Україні»
63. «Про засади функціонування ринку електричної енергії України»
64. «Про засади функціонування ринку природного газу»
65. «Про заставу»
66. «Про застосування амністії в Україні»
67. «Про застосування реєстраторів розрахункових операцій у сфері торгівлі, громадського харчування та послуг»
68. «Про застосування спеціальних заходів щодо імпорту в Україну»
69. «Про затвердження Загальнодержавної програми боротьби з онкологічними захворюваннями на період до 2016 року»
70. «Про затвердження Загальнодержавної програми забезпечення профілактики ВІЛ-інфекції, лікування, догляду та підтримки ВІЛ-інфікованих і хворих на СНІД на 2009-2013 роки»
71. «Про затвердження Загальнодержавної програми збереження та використання об'єктів культурної спадщини на 2004-2010 роки»
72. «Про затвердження Загальнодержавної програми імунопрофілактики та захисту населення від інфекційних хвороб на 2009-2015 роки»
73. «Про затвердження Загальнодержавної програми охорони та відтворення довкілля Азовського і Чорного морів»
74. «Про затвердження Загальнодержавної програми протидії захворюванню на туберкульоз у 2007-2011 роках»
75. «Про затвердження Загальнодержавної програми розвитку малих міст»
76. «Про затвердження Загальнодержавної програми розвитку мінерально-сировинної бази України на період до 2010 року»
77. «Про затвердження Загальнодержавної програми розвитку мінерально-сировинної бази України на період до 2030 року»
78. «Про затвердження Загальнодержавної програми розвитку первинної медико-санітарної допомоги на засадах сімейної медицини на період до 2011 року»
79. «Про затвердження Загальнодержавної соціальної програми поліпшення стану безпеки, гігієни праці та виробничого середовища на 2014-2018 роки»
80. «Про затвердження Загальнодержавної цільової науково-технічної космічної програми України на 2008-2012 роки»
81. «Про затвердження Загальнодержавної цільової науково-технічної космічної програми України на 2013-2017 роки»
82. «Про затвердження Загальнодержавної цільової соціальної програми протидії ВІЛ-інфекції/СНІДу на 2014-2018 роки»
83. «Про затвердження Конституції Автономної Республіки Крим»
84. «Про захист від недобросовісної конкуренції»
85. «Про захист економічної конкуренції»
86. «Про захист іноземних інвестицій на Україні»
87. «Про захист інформації в інформаційно-телекомунікаційних системах»
88. «Про захист конституційних прав громадян на землю»
89. «Про захист людини від впливу іонізуючого випромінювання»
90. «Про захист населення від інфекційних хвороб»
91. «Про захист національного товаровиробника від демпінгового імпорту»
92. «Про захист національного товаровиробника від субсидованого імпорту»
93. «Про захист персональних даних»
94. «Про захист прав покупців сільськогосподарських машин»
95. «Про захист прав споживачів»
96. «Про захист рослин»
97. «Про захист суспільної моралі»
98. «Про захист тварин від жорстокого поводження»
99. «Про заходи протидії незаконному обігу наркотичних засобів, психотропних речовин і прекурсорів та зловживанню ними»
100. «Про заходи, спрямовані на забезпечення сталого функціонування підприємств паливно-енергетичного комплексу»
101. «Про заходи, спрямовані на подолання кризових явищ та забезпечення фінансової стабільності на ринку природного газу»
102. «Про заходи, спрямовані на погашення заборгованості, що утворилася на оптовому ринку електричної енергії»
103. «Про заходи щодо державної підтримки суднобудівної промисловості в Україні»
104. «Про заходи щодо законодавчого забезпечення реформування пенсійної системи»
105. «Про заходи щодо попередження та зменшення вживання тютюнових виробів і їх шкідливого впливу на здоров'я населення»
106. «Про збір на обов'язкове державне пенсійне страхування»
107. «Про збір та облік єдиного внеску на загальнообов'язкове державне соціальне страхування»
108. «Про Збройні Сили України»
109. «Про звернення громадян»
110. «Про звільнення від оподаткування грошових коштів, які спрямовуються на проведення новорічно-різдвяних свят для дітей та на придбання дитячих святкових подарунків»
111. «Про здійснення державних закупівель»
112. «Про здійснення правосуддя та кримінального провадження у зв’язку з проведенням антитерористичної операції»
113. «Про землеустрій»
114. «Про землі енергетики та правовий режим спеціальних зон енергетичних об'єктів»
115. «Про зерно та ринок зерна в Україні»
116. «Про зовнішньоекономічну діяльність»
117. «Про зону надзвичайної екологічної ситуації»

### І
1. «Про ідентифікацію та реєстрацію тварин»
2. «Про імміграцію»
3. «Про імплантацію електрокардіостимуляторів»
4. «Про інвестиційну діяльність»
5. «Про індексацію грошових доходів населення»
6. «Про індустріальні парки»
7. «Про інноваційну діяльність»
8. «Про інститути спільного інвестування»
9. «Про інформаційні агентства»
10. «Про інформацію»
11. «Про іпотеку»
12. «Про іпотечне кредитування, операції з консолідованим іпотечним боргом та іпотечні сертифікати»
13. «Про іпотечні облігації»

### К
1. «Про Кабінет Міністрів України»
2. «Про карантин рослин»
3. «Про кінематографію»
4. «Про колективне сільськогосподарське підприємство»
5. «Про колективні договори і угоди»
6. «Про колективні угоди та договори»
7. «Про комбіноване виробництво теплової та електричної енергії (когенерацію) та використання скидного енергопотенціалу»
8. «Про комітети Верховної Ради України»
9. «Про компенсацію громадянам втрати частини доходів у зв'язку з порушенням строків їх виплати»
10. «Про компенсацію за пошкодження та знищення окремих категорій об'єктів нерухомого майна внаслідок бойових дій, терористичних актів, диверсій, спричинених збройною агресією Російської Федерації проти України, та Державний реєстр майна, пошкодженого та знищеного внаслідок бойових дій, терористичних актів, диверсій, спричинених збройною агресією Російської Федерації проти України»
11. «Про Комплексну програму утвердження України як транзитної держави у 2002-2010 роках»
12. «Про комплексну реконструкцію кварталів (мікрорайонів) застарілого житлового фонду»
13. «Про Конституційний Суд України»
14. «Про контррозвідувальну діяльність»
15. «Про Концепцію Загальнодержавної програми адаптації законодавства України до законодавства Європейського Союзу»
16. «Про Концепцію Національної програми інформатизації»
17. «Про концесії»
18. «Про концесії на будівництво та експлуатацію автомобільних доріг»
19. «Про корінні народи України»
20. «Про кооперацію»
21. «Про космічну діяльність»
22. «Про кредитні спілки»
23. «Про критичну інфраструктуру»
24. «Про культуру»
25. «Про курорти»

### Л
1. «Про лікарські засоби»
2. «Про ліцензування видів господарської діяльності»

### М
1. «Про матеріали і предмети, призначені для контакту з харчовими продуктами»
2. «Про медіа»
3. «Про медіацію»
4. «Про меліорацію земель»
5. «Про металобрухт»
6. «Про метрологію та метрологічну діяльність»
7. «Про Митний тариф України»
8. «Митний тариф України (Групи 01-49)»
9. «Митний тариф України (Групи 50-97)»
10. «Про мисливське господарство та полювання»
11. «Про Митний тариф України»
12. «Про міжнародне приватне право»
13. «Про міжнародний комерційний арбітраж»
14. ««Про міжнародні договори України» 2004»
15. «Про місцеве самоврядування в Україні»
16. «Про місцеві державні адміністрації»
17. «Про міський електричний транспорт»
18. «Про мобілізаційну підготовку та мобілізацію»
19. «Про молодіжні та дитячі громадські організації»
20. «Про молоко та молочні продукти»
21. «Про мораторій на видалення зелених насаджень на окремих об'єктах благоустрою зеленого господарства м. Києва»
22. «Про мораторій на відчуження від редакцій державних та комунальних засобів масової інформації приміщень та майна»
23. «Про мораторій на відчуження майна, яке перебуває у володінні Федерації професійних спілок України»
24. «Про мораторій на зміну цільового призначення окремих земельних ділянок рекреаційного призначення в містах та інших населених пунктах»
25. «Про мораторій на проведення суцільних рубок на гірських схилах в ялицево-букових лісах Карпатського регіону»
26. «Про мораторій на стягнення майна громадян України, наданого як забезпечення кредитів в іноземній валюті»
27. «Про морські порти України»
28. «Про музеї та музейну справу»
29. «Про мультимодальні перевезення»

### Н
1. «Про надання будівельної продукції на ринку»
2. «Про надання пільг щодо обкладання податком на додану вартість продукції (робіт, послуг), що виробляється за контрактом № 1346/38»
3. «Про надання публічних (електронних публічних) послуг щодо декларування та реєстрації місця проживання в Україні»
4. «Про наркотичні засоби, психотропні речовини і прекурсори»
5. «Про народні художні промисли»
6. «Про насіння і садивний матеріал»
7. «Про науковий парк "Київська політехніка"»
8. «Про наукові парки»
9. «Про науково-технічну інформацію»
10. ««Про наукову і науково-технічну діяльність» (2015)»
11. «Про наукову і науково-технічну експертизу»
12. «Про нафту і газ»
13. «Про Національне антикорупційне бюро України»
14. «Про Національний архівний фонд та архівні установи»
15. «Про Національний банк України»
16. «Про Національний реєстр викидів та перенесення забруднювачів»
17. Про національні меншини в Україні[ru]
18. «Про національні меншини (спільноти) України»
19. «Про національну безпеку України»
20. «Про Національну гвардію України»
21. «Про Національну комісію, що здійснює державне регулювання у сферах енергетики та комунальних послуг»
22. «Про Національну комісію, що здійснює державне регулювання у сферах електронних комунікацій, радіочастотного спектра та надання послуг поштового зв'язку»
23. «Про Національну поліцію»
24. «Про Національну програму будівництва суден рибопромислового флоту України на 2002-2010 роки»
25. «Про Національну програму інформатизації»
26. «Про Національну програму сприяння розвитку малого підприємництва в Україні»
27. «Про Національну раду України з питань телебачення і радіомовлення»
28. «Про Національну систему конфіденційного зв'язку»
29. «Про національну інфраструктуру геопросторових даних»
30. «Про недержавне пенсійне забезпечення»
31. «Про нотаріат»

### О
1. «Про об'єднання співвласників багатоквартирного будинку»
2. «Про об'єкти підвищеної небезпеки»
3. «Про обернення майна Компартії України та КПРС на державну власність»
4. «Про обіг векселів в Україні»
5. «Про обов'язкове страхування цивільно-правової відповідальності власників наземних транспортних засобів»
6. «Про обов'язковий примірник документів»
7. «Про оборону України»
8. «Про оборонні закупівлі»
9. «Про обмеження обігу пластикових пакетів на території України»
10. «Про оголошення природних територій міста Бердянська Запорізької області курортом державного значення»
11. «Про оголошення природних територій міста Миргорода Полтавської області курортом державного значення»
12. «Про оголошення природних територій міста Моршина, природних територій Моршинського родовища мінеральних лікувальних розсолів та природних територій Нинівського родовища мінеральних лікувальних вод (розсолів) Львівської області курортом державного значення»
13. «Про оголошення природних територій міста Скадовська Херсонської області курортом державного значення»
14. «Про оголошення природних територій міста Слов'янська Донецької області курортом державного значення»
15. «Про оголошення природних територій міста Хмільника Вінницької області курортом державного значення»
16. «Про одноразову грошову допомогу за шкоду життю та здоров'ю, завдану працівникам об'єктів критичної інфраструктури, державним службовцям, посадовим особам місцевого самоврядування внаслідок військової агресії Російської Федерації проти України»
17. «Про оздоровлення та відпочинок дітей»
18. «Про оперативно-розшукову діяльність»
19. «Про оплату праці»
20. «Про оптові ринки сільськогосподарської продукції»
21. «Про оптимізацію структури власності оператора газотранспортної системи України»
22. «Про органи і служби у справах дітей та спеціальні установи для дітей»
23. «Про органи самоорганізації населення»
24. «Про організації водокористувачів та стимулювання гідротехнічної меліоразції земель»
25. «Про організації роботодавців, їх об'єднання, права і гарантії їх діяльності»
26. «Про організаційно-правові основи боротьби з організованою злочинністю»
27. «Про організацію оборонного планування»
28. «Про організацію формування та обігу кредитних історій»
29. «Про організацію трудових відносин в умовах воєнного стану»
30. «Про оренду державного та комунального майна»
31. «Про оренду землі»
32. «Про офіційну статистику»
33. «Про освіту»
34. «Про основи містобудування»
35. «Про основи національної безпеки України»
36. «Про основи національного спротиву»
37. «Про основи соціального захисту бездомних осіб і безпритульних дітей»
38. «Про основи соціальної захищеності осіб з інвалідністю в Україні»
39. «Про основні засади державного нагляду (контролю) у сфері господарської діяльності»
40. «Про основні засади державної аграрної політики на період до 2015 року»
41. «Про основні засади державної політики у сфері утвердження української національної та громадянської ідентичності»
42. «Про основні засади примусового вилучення в Україні об'єктів права власності Російської Федерації та її резидентів»
43. «Про основні засади здійснення державного фінансового контролю в Україні»
44. «Про Основні засади розвитку інформаційного суспільства в Україні на 2007-2015 роки»
45. «Про основні засади соціального захисту ветеранів праці та інших громадян похилого віку в Україні»
46. «Про Основні засади (стратегію) державної екологічної політики України на період до 2020 року»
47. «Про основні принципи та вимоги до безпечності та якості харчових продуктів»
48. «Про основні засади молодіжної політики»
49. «Про особисте селянське господарство»
50. «Про особливий порядок місцевого самоврядування в окремих районах Донецької та Луганської областей»
51. «Про особливості державного регулювання діяльності суб'єктів господарювання, пов'язаної з виробництвом, експортом, імпортом дисків для лазерних систем зчитування»
52. «Про особливості державного регулювання діяльності суб'єктів підприємницької діяльності, пов'язаної з реалізацією та експортом лісоматеріалів»
53. «Про особливості забезпечення відкритості, прозорості та демократичності виборів народних депутатів України 28 жовтня 2012 року»
54. «Про особливості забезпечення громадського порядку та громадської безпеки у зв'язку з підготовкою та проведенням футбольних матчів»
55. «Про особливості здійснення державного нагляду (контролю) у сфері господарської діяльності щодо фізичних осіб - підприємців та юридичних осіб, які застосовують спрощену систему оподаткування, обліку та звітності»
56. «Про особливості здійснення закупівель в окремих сферах господарської діяльності»
57. «Про особливості здійснення закупівель неопромінених паливних елементів (твелів) для ядерних реакторів»
58. «Про особливості здійснення закупівлі за державні кошти послуг поштового зв'язку, поштових марок та маркованих конвертів»
59. «Про особливості надання публічних (електронних публічних) послуг»
60. «Про особливості оренди чи концесії об'єктів паливно-енергетичного комплексу, що перебувають у державній власності»
61. «Про особливості передачі в оренду чи концесію об'єктів у сферах теплопостачання, водопостачання та водовідведення, що перебувають у комунальній власності»
62. «Про особливості правового режиму діяльності Національної академії наук України, галузевих академій наук та статусу їх майнового комплексу»
63. «Про особливості правової охорони географічних зазначень для сільськогосподарської продукції та харчових продуктів, захист прав та застосування схем якості, включаючи традиційні гарантовані особливості для сільськогосподарської продукції та харчових продуктів»
64. «Про особливості приватизації вугледобувних підприємств»
65. «Про особливості приватизації майна в агропромисловому комплексі»
66. «Про особливості приватизації об'єктів незавершеного будівництва»
67. «Про особливості приватизації пакета акцій, що належить державі у статутному фонді відкритого акціонерного товариства "Маріупольський металургійний комбінат імені Ілліча"»
68. «Про особливості приватизації підприємств Державної акціонерної компанії "Укррудпром"»
69. «Про особливості приватизації підприємств, що належать до сфери управління Міністерства оборони України»
70. «Про особливості припинення державних підприємств за рішенням Фонду державного майна України»
71. «Про особливості провадження інвестиційної діяльності на території Автономної Республіки Крим»
72. «Про особливості продажу пакетів акцій, що належать державі у статутному капіталі банків, у капіталізації яких взяла участь держава»
73. «Про особливості регулювання відносин на ринку природного газу та у сфері теплопостачання під час дії воєнного стану та подальшого відновлення їх функціонування»
74. «Про особливості реформування підприємств оборонно-промислового комплексу державної форми власності»
75. «Про особливості страхування сільськогосподарської продукції з державною підтримкою»
76. «Про особливості управління об'єктами державної власності в оборонно-промисловому комплексі»
77. «Про особливості утворення публічного акціонерного товариства залізничного транспорту загального користування»
78. «Про охоронну діяльність»[1]
79. «Про охорону археологічної спадщини»
80. «Про охорону атмосферного повітря»
81. «Про охорону дитинства»
82. «Про охорону земель»
83. «Про охорону культурної спадщини»
84. «Про охорону навколишнього природного середовища»
85. «Про охорону прав на винаходи і корисні моделі»
86. «Про охорону прав на зазначення походження товарів»
87. «Про охорону прав на знаки для товарів і послуг»
88. «Про охорону прав на промислові зразки»
89. «Про охорону прав на сорти рослин»
90. «Про охорону прав на топографії інтегральних мікросхем»
91. «Про охорону праці»
92. «Про оцінку земель»
93. «Про оцінку майна, майнових прав та професійну оціночну діяльність в Україні»
94. «Про очищення влади»

### П
1. «Про пенсії за особливі заслуги перед Україною»
2. «Про пенсійне забезпечення»
3. «Про пенсійне забезпечення осіб, звільнених з військової служби, та деяких інших осіб»
4. «Про перевезення небезпечних вантажів»
5. «Про передачу колекції образотворчого мистецтва Акціонерного товариства "Градобанк" у державну власність»
6. «Про передачу об'єктів права державної та комунальної власності»
7. «Про передачу, примусове відчуження або вилучення майна в умовах правового режиму воєнного чи надзвичайного стану»
8. «Про передачу Університету Києво-Могилянська Академія майна, що перебуває у загальнодержавній власності»
9. «Про перелік документів дозвільного характеру у сфері господарської діяльності»
10. «Про перелік об'єктів права державної власності, що не підлягають приватизації»
11. «Про Перелік пам'яток культурної спадщини, що не підлягають приватизації»
12. «Про пестициди і агрохімікати»
13. «Про питну воду та питне водопостачання»
14. «Про підвищення престижності шахтарської праці»
15. «Про підготовку та реалізацію інвестиційних проектів за принципом "єдиного вікна"»
16. «Про підтвердження відповідності»
17. «Про підтримку олімпійського, паралімпійського руху та спорту вищих досягнень в Україні»
18. «Про пільги Героям Радянського Союзу і повним Кавалерам ордена Слави»
19. «Про платіжні послуги»
20. «Про платіжні системи та переказ коштів в Україні»
21. «Про племінну справу у тваринництві»
22. «Про повну загальну середню освіту»
23. «Про поводження з вибуховими матеріалами промислового призначення»
24. «Про поводження з відпрацьованим ядерним паливом щодо розміщення, проектування та будівництва централізованого сховища відпрацьованого ядерного палива реакторів типу ВВЕР вітчизняних атомних електростанцій»
25. «Про поводження з радіоактивними відходами»
26. «Про подолання туберкульозу в Україні»
27. «Про пожежну безпеку»
28. «Про позашкільну освіту»
29. «Про поліпшення матеріального становища учасників бойових дій та інвалідів війни»
30. «Про політичні партії в Україні»
31. «Про попередження насильства в сім'ї»
32. «Про попереднє ув'язнення»
33. «Про порядок виділення в натурі (на місцевості) земельних ділянок власникам земельних часток (паїв)»
34. «Про порядок виїзду з України і в'їзду в Україну громадян України»
35. «Про порядок вирішення окремих питань адміністративно-територіального устрою України»
36. «Про порядок вирішення колективних трудових спорів (конфліктів)»
37. «Про порядок висвітлення діяльності органів державної влади та органів місцевого самоврядування в Україні засобами масової інформації»
38. «Про порядок відшкодування шкоди, завданої громадянинові незаконними діями органів, що здійснюють оперативно-розшукову діяльність, органів досудового розслідування, прокуратури і суду»
39. «Про порядок допуску та умови перебування підрозділів збройних сил інших держав на території України»
40. «Про порядок здійснення розрахунків в іноземній валюті»
41. «Про порядок направлення підрозділів Збройних Сил України до інших держав»
42. «Про порядок обчислення скликань представницьких органів місцевого самоврядування (рад)»
43. «Про порядок прийняття рішень про розміщення, проектування, будівництво ядерних установок і об'єктів, призначених для поводження з радіоактивними відходами, які мають загальнодержавне значення»
44. «Про порядок списання заборгованості вугледобувних та вуглепереробних підприємств Міністерства вугільної промисловості України, що ліквідуються за рішенням Кабінету Міністрів України, перед Державним бюджетом України і місцевими бюджетами та державними цільовими фондами»
45. «Про посилення захисту майна редакцій засобів масової інформації, видавництв, книгарень, підприємств книгорозповсюдження, творчих спілок»
46. «Про поховання та похоронну справу»
47. «Про поширення дії окремих положень Закону України "Про міліцію" на особовий склад Державної фельд'єгерської служби України при Державному комітеті зв'язку та інформатизації України»
48. «Про поштовий зв'язок»
49. «Про правовий режим воєнного стану»
50. «Про правовий режим земель охоронних зон об'єктів магістральних трубопроводів»
51. «Про правовий режим майна у Збройних Силах України»
52. «Про правовий режим майна, що забезпечує діяльність Верховної Ради України»
53. «Про правовий режим надзвичайного стану»
54. «Про правовий режим території, що зазнала радіоактивного забруднення внаслідок Чорнобильської катастрофи»
55. «Про правовий статус іноземців та осіб без громадянства»
56. «Про правовий статус та вшанування пам'яті борців за незалежність України у XX столітті»
57. «Про правові засади цивільного захисту»
58. «Про правонаступництво України»
59. «Про правотворчу діяльність»
60. «Про Представництво Президента України в Автономній Республіці Крим»
61. «Про Президента Української РСР»
62. «Про приватизаційні папери»
63. «Про приватизацію державного житлового фонду»
64. «Про приватизацію державного майна»
65. «Про приватизацію невеликих державних підприємств (малу приватизацію)»
66. «Про призупинення приватизації підприємств нафтопереробної промисловості України»
67. «Про прикордонний контроль»
68. «Про прилеглу зону України»
69. «Про природні монополії»
70. «Про природно-заповідний фонд України»
71. «Про присвоєння юридичним особам та об'єктам права власності імен (псевдонімів) фізичних осіб, ювілейних та святкових дат, назв і дат історичних подій»
72. «Про прискорений перегляд регуляторних актів, прийнятих органами та посадовими особами місцевого самоврядування»
73. «Про пріоритетні напрями інноваційної діяльності в Україні»
74. «Про пріоритетні напрями розвитку науки і техніки»
75. «Про пріоритетність соціального розвитку села та агропромислового комплексу в народному господарстві»
76. «Про проведення економічного експерименту щодо державної підтримки суднобудівної промисловості»
77. «Про проведення експерименту в житловому будівництві на базі холдингової компанії "Київміськбуд"»
78. «Про прожитковий мінімум»
79. «Про прокуратуру»
80. «Про протидію захворюванню на туберкульоз»
81. «Про протидію поширенню хвороб, зумовлених вірусом імунодефіциту людини (ВІЛ), та правовий і соціальний захист людей, які живуть з ВІЛ»
82. «Про протидію торгівлі людьми»
83. «Про професійний розвиток працівників»
84. «Про професійних творчих працівників та творчі спілки»
85. «Про професійні спілки, їх права та гарантії діяльності»
86. «Про професійно-технічну освіту»
87. «Про психіатричну допомогу»
88. «Про публічні закупівлі»
89. «Про публічні електронні реєстри»

### Р
1. «Про радіочастотний ресурс України»
2. «Про Раду міністрів Автономної Республіки Крим»
3. «Про Раду національної безпеки і оборони України»
4. «Про Рахункову палату»
5. «Про реабілітацію жертв політичних репресій на Україні»
6. «Про реабілітацію інвалідів в Україні»
7. «Про реабілітацію у сфері охорони здоров'я»
8. «Про Регламент Верховної Ради України»
9. «Про регулювання видобутку, виробництва і використання дорогоцінних металів і дорогоцінного каміння та контроль за операціями з ними»
10. «Про регулювання містобудівної діяльності»
11. «Про регулювання товарообмінних (бартерних) операцій у галузі зовнішньоекономічної діяльності»
12. «Про режим іноземного інвестування»
13. «Про рекламу»
14. «Про реконструкцію та експлуатацію на платній основі автомобільної дороги Київ — Одеса»
15. «Про реструктуризацію боргових зобов'язань Кабінету Міністрів України перед Національним банком України»
16. «Про реструктуризацію заборгованості з виплат, передбачених статтею 57 Закону України "Про освіту" педагогічним, науково-педагогічним та іншим категоріям працівників навчальних закладів»»
17. «Про реструктуризацію заборгованості з квартирної плати, плати за житлово-комунальні послуги, спожиті газ та електроенергію»
18. «Про реструктуризацію заборгованості за надані послуги з утримання будинків і споруд та прибудинкових територій і комунальні послуги, що утворилася станом на 1 грудня 2006 року»
19. «Про рибне господарство, промислове рибальство та охорону водних біоресурсів»
20. «Про рибу, інші водні живі ресурси та харчову продукцію з них»
21. «Про розвиток літакобудівної промисловості»
22. «Про розвиток та державну підтримку малого і середнього підприємництва в Україні»»
23. «Про розвідувальні органи України»
24. «Про розвідку»
25. «Про розміщення, проектування та будівництво енергоблоків № 3 і 4 Хмельницької атомної електричної станції»
26. «Про розповсюдження примірників аудіовізуальних творів, фонограм, відеограм, комп'ютерних програм, баз даних»
27. «Про розформування Національної гвардії України»
28. «Про рослинний світ»

### С
1. «Про санкції»
2. «Про свободу пересування та вільний вибір місця проживання в Україні»
3. «Про свободу совісті та релігійні організації»
4. «Про сертифіковані товарні склади та прості і подвійні складські свідоцтва»
5. «Про символіку Червоного Хреста, Червоного Півмісяця, Червоного Кристала в Україні»
6. «Про систему гарантування вкладів фізичних осіб»
7. «Про систему екстреної допомоги населенню за єдиним телефонним номером 112»
8. «Про систему інженерно-технічного забезпечення агропромислового комплексу України»
9. «Про систему Суспільного телебачення і радіомовлення України»
10. «Про сільськогосподарський перепис»
11. «Про сільськогосподарську дорадчу діяльність»
12. «Про сільськогосподарську кооперацію»
13. «Про скорочення заборгованості перед Пенсійним фондом України підприємств, які мають стратегічне значення, та вугледобувних підприємств і відновлення пенсійних прав їх працівників»
14. «Про Службу безпеки України»
15. «Про Службу військового капеланства»
16. «Про службу в органах місцевого самоврядування»
17. «Про Службу зовнішньої розвідки України»
18. «Про соціальний діалог в Україні»
19. «Про соціальний захист дітей війни»
20. «Про соціальний і правовий захист військовослужбовців та членів їх сімей»
21. «Про соціальний і правовий захист осіб, стосовно яких встановлено факт позбавлення особистої свободи внаслідок збройної агресії проти України, та членів їхніх сімей»
22. «Про соціальні послуги»
23. «Про соціальну адаптацію осіб, які відбувають чи відбули покарання у виді обмеження волі або позбавлення волі на певний строк»
24. «Про соціальну роботу з сім'ями, дітьми та молоддю»
25. «Про спеціальний режим інвестиційної діяльності на території міста Харкова»
26. «Про спеціальний режим інвестиційної діяльності на території пріоритетного розвитку у Волинській області»
27. «Про спеціальний режим інвестиційної діяльності на території міста Шостки Сумської області»
28. «Про спеціальний режим інвестиційної діяльності на територіях пріоритетного розвитку в Луганській області»
29. «Про спеціальний режим інвестиційної діяльності на територіях пріоритетного розвитку в Житомирській області»
30. «Про спеціальний режим інвестиційної діяльності на територіях пріоритетного розвитку та спеціальну економічну зону "Порт Крим" в Автономній Республіці Крим»
31. «Про спеціальний режим інвестиційної діяльності на територіях пріоритетного розвитку в Чернігівській області»
32. «Про спеціальний режим інвестиційної діяльності у Закарпатській області»
33. «Про спеціальний режим інноваційної діяльності технологічних парків»
34. «Про спеціальні економічні зони та спеціальний режим інвестиційної діяльності в Донецькій області»
35. «Про спеціальну (вільну) економічну зону "Порто-франко" на території Одеського морського торговельного порту»
36. «Про спеціальну економічну зону "Закарпаття"»
37. «Про спеціальну економічну зону "Миколаїв"»
38. «Про спеціальну економічну зону "Рені"»
39. «Про спеціальну економічну зону "Славутич"»
40. «Про спеціальну економічну зону туристсько-рекреаційного типу "Курортополіс Трускавець"»
41. «Про спеціальну економічну зону "Яворів"»
42. «Про списання вартості несплачених обсягів природного газу»
43. «Про списання та реструктуризацію заборгованості зі сплати податків і зборів (обов'язкових платежів) платників податків у зв'язку з реформуванням сільськогосподарських підприємств»
44. «Про списання та реструктуризацію податкової заборгованості вугледобувних, вуглепереробних та шахтовуглебудівних підприємств Міністерства вугільної промисловості України та гірничодобувних підприємств з підземного видобутку сировини Міністерства промислової політики України»
45. «Про списання та реструктуризацію податкової заборгованості відкритого акціонерного товариства "Лисичанськнафтооргсинтез" за станом на 1 жовтня 1999 року»
46. «Про списання та реструктуризацію податкової заборгованості платників податків за станом на 31 березня 1997 року»
47. «Про списання та реструктуризацію податкової заборгованості платників податків — цукрових заводів (комбінатів) за станом на 1 січня 1998 року та сільськогосподарських підприємств за станом на 1 січня 1999 року»
48. «Про списання та реструктуризацію податкової заборгованості платників податків — підприємств тракторобудування та комбайнобудування»
49. «Про споживчу кооперацію»
50. «Про сприяння соціальному становленню та розвитку молоді в Україні»
51. «Про ставки вивізного (експортного) мита на брухт легованих чорних металів, брухт кольорових металів та напівфабрикати з їх використанням»
52. «Про ставки вивізного (експортного) мита на насіння деяких видів олійних культур»
53. «Про стандарти, технічні регламенти та процедури оцінки відповідності»
54. «Про стандартизацію»
55. «Про статус ветеранів війни, гарантії їх соціального захисту»
56. «Про статус ветеранів військової служби, ветеранів органів внутрішніх справ і деяких інших осіб та їх соціальний захист»
57. «Про статус гірських населених пунктів в Україні»
58. «Про статус депутата Верховної Ради Автономної Республіки Крим»
59. «Про статус депутатів місцевих рад»
60. «Про статус і соціальний захист громадян, які постраждали внаслідок Чорнобильської катастрофи»
61. «Про статус народного депутата України»
62. «Про Статут внутрішньої служби Збройних Сил України»
63. «Про Статут гарнізонної та вартової служб Збройних Сил України»
64. «Про стимулювання інвестиційної діяльності у пріоритетних галузях економіки з метою створення нових робочих місць»
65. «Про стимулювання розвитку вітчизняного машинобудування для агропромислового комплексу»
66. «Про стимулювання розвитку цифрової економіки в Україні»
67. «Про стимулювання розвитку регіонів»
68. «Про столицю України — місто-герой Київ»
69. «Про страховий фонд документації України»
70. «Про страхові тарифи на загальнообов'язкове державне соціальне страхування від нещасного випадку на виробництві та професійного захворювання, які спричинили втрату працездатності»
71. «Про страхування»
72. «Про Стройовий статут Збройних Сил України»
73. «Про структуру, повноваження та особливості правового і економічного режиму майнового комплексу Національного виробничо-аграрного об'єднання "Масандра"»
74. «Про судовий збір»
75. «Про судову експертизу»
76. «Про судоустрій і статус суддів»
77. «Про Суспільне телебачення і радіомовлення України»

### Т
1. «Про тваринний світ»
2. «Про театри і театральну справу»
3. «Про телебачення і радіомовлення»
4. «Про телекомунікації»
5. «Про теплопостачання»
6. «Про тимчасове виконання обов'язків посадових осіб, яких призначає на посаду за згодою Верховної Ради України Президент України або Верховна Рада України за поданням Президента України»
7. «Про тимчасові слідчі комісії, спеціальну тимчасову слідчу комісію і тимчасові спеціальні комісії Верховної Ради України»
8. «Про тимчасову заборону стягнення з громадян України пені за несвоєчасне внесення плати за послуги зв'язку»
9. «Про Товариство Червоного Хреста України»
10. «Про товарну біржу»
11. «Про топографо-геодезичну і картографічну діяльність»
12. «Про торгово-промислові палати в Україні»
13. «Про транзит вантажів»
14. «Про транскордонне співробітництво»
15. «Про трансплантацію органів та інших анатомічних матеріалів людині»
16. «Про транспорт»
17. «Про транспортно-експедиторську діяльність»
18. «Про третейські суди»
19. «Про трубопровідний транспорт»
20. «Про туризм»

### У
1. «Про увічнення Перемоги у Великій Вітчизняній війні 1941-1945 років»
2. «Про угоди про розподіл продукції»
3. «Про Уповноваженого Верховної Ради України з прав людини»
4. «Про управління відходами»
5. «Про управління об'єктами державної власності»
6. «Про усунення дискримінації в оподаткуванні суб'єктів підприємницької діяльності, створених з використанням майна та коштів вітчизняного походження»
7. «Про участь громадян в охороні громадського порядку і державного кордону»
8. «Про участь України в міжнародних операціях з підтримання миру і безпеки»

### Ф
1. «Про фермерське господарство»
2. «Про фізичний захист ядерних установок, ядерних матеріалів, радіоактивних відходів, інших джерел іонізуючого випромінювання»
3. «Про фізичну культуру і спорт»
4. «Про фінансове оздоровлення державного підприємства "Виробниче об'єднання Південний машинобудівний завод імені О.М. Макарова"»
5. «Про фінансовий лізинг»
6. «Про фінансові послуги та державне регулювання ринків фінансових послуг»
7. «Про фінансові послуги та фінансові компанії»
8. «Про фінансово-кредитні механізми і управління майном при будівництві житла та операціях з нерухомістю»
9. «Про Фонд державного майна України»
10. «Про Фонд часткового гарантування кредитів у сільському господарстві»
11. «Про формування, порядок надходження і використання коштів Фонду для здійснення заходів щодо ліквідації наслідків Чорнобильської катастрофи та соціального захисту населення»
12. «Про формування та розміщення державного замовлення на підготовку фахівців, наукових, науково-педагогічних та робітничих кадрів, підвищення кваліфікації та перепідготовку кадрів»
13. «Про функціонування єдиної транспортної системи України в особливий період»
14. «Про функціонування паливно-енергетичного комплексу в особливий період»

### Х
1. «Про хімічні джерела струму»
2. «Про хмарні послуги»
3. «Про холдингові компанії в Україні»

### Ц
1. «Про центральні органи виконавчої влади»
2. «Про Центральну виборчу комісію»
3. «Про цивільну відповідальність за ядерну шкоду та її фінансове забезпечення»
4. «Про Цивільну оборону України»
5. «Про цифровий контент та цифрові послуги»
6. «Про ціни і ціноутворення»
7. «Про цінні папери та фондовий ринок»

### Ч
1. «Про Червону книгу України»
2. «Про чисельність Державної кримінально-виконавчої служби України»
3. «Про чисельність Збройних Сил України на 2012 рік»

### Щ
1. «Про щомісячну грошову виплату деяким категоріям громадян»

## Декрети Кабінету Міністрів України
1. «Про впорядкування використання адміністративних будинків і нежилих приміщень, що перебувають у державній власності»
2. «Про впорядкування діяльності суб'єктів підприємницької діяльності, створених за участю державних підприємств»
3. «Про впорядкування управління майном, що забезпечує діяльність органів законодавчої та виконавчої влади»
4. «Про державне мито»
5. «Про довірчі товариства»
6. «Про надання державних гарантій щодо іноземних кредитів, які надаються Україні відповідно до міжнародних договорів»
7. «Про об'єднання державних електроенергетичних підприємств»
8. «Про об'єднання державних підприємств зв'язку»
9. «Про об'єднання державних підприємств нафтової, газової, нафтопереробної промисловості та нафтопродуктозабезпечення»
10. «Про об'єднання державних підприємств транспорту і дорожнього господарства»
11. «Про об'єднання підприємств вугільної промисловості»
12. «Про передачу Університету Києво-Могилянська Академія майна, що перебуває у загальнодержавній власності»
13. «Про перелік майнових комплексів державних підприємств, організацій, їх структурних підрозділів основного виробництва, приватизація або передача в оренду яких не допускається»
14. «Про пільги Героям Радянського Союзу і повним Кавалерам ордена Слави»
15. «Про порядок використання прибутку державних підприємств, установ і організацій»
16. «Про порядок вилучення та реалізації вантажів, що знаходяться у морських торговельних портах і на припортових залізничних станціях понад установлені терміни»
17. «Про систему валютного регулювання і валютного контролю»
18. «Про стандартизацію і сертифікацію»
19. «Про управління майном, що є у загальнодержавній власності, в будівництві та промисловості будівельних матеріалів»

## Закони, що втратили чинність
Див. Категорія:Закони України, що втратили чинність

## Джерело
Список отриманий через запит rada.gov.ua Первинні законодавчі акти, крім тих що стосуються міжнародних договорів і відсортований за назвою законів.